# 日高建男
日高 建男（ひだか たてお、1969年1月20日 - ）は、日本の漫画家。鹿児島県熊毛郡屋久島町出身。

## 来歴
- 高校卒業の1987年夏上京、寺沢大介のアシスタントとして漫画人生をスタートさせる。
- 1990年代前半、講談社『週刊ヤングマガジン』の増刊誌においてプロデビュー。
- 2002年『週刊コミックバンチ』に『満腹ボクサー徳川。』を連載。「あらゆる場面において既成の価値に知らず知らずの内に囚われ、取り込まれてしまっているかもしれない自己に対し人はもっと疑念や恐怖や批判的視点を持つべきではないか」「こうでなくてはならない、という事はそんなに多くない筈」という自らの哲学的思考性を投影して出来上がった作品であるという。
- 2007年春発売された『コミック乱』増刊号より、京極夏彦原作の時代ミステリー小説『巷説百物語シリーズ』を不定期連載中。2011年夏頃、既に漫画単行本化が完遂している『巷説百物語』・『続巷説百物語』の実質的な続編である『後巷説百物語』の中から「赤えいの背中」が第1巻として刊行される見通しである。

## エピソード
- 中学時代は軟式テニス部に所属していた。
- 高校時代は通学バスを使わず、自ら望んで往復40キロの自転車通学をしていた。
- 1986年秋、当時高校3年生で日本テレビ『天才・たけしの元気が出るテレビ!!』番組内における講談社との提携企画“漫画家予備校”に参加したが、同年12月のビートたけしのフライデー襲撃事件により企画自体が消滅してしまう[1]。
- 『巷説百物語』の連載を開始するまでは、京極の本の分厚さに気圧され、京極の著作には一切触れたことがなかった。
- 自らの作家性に影響を与えた著名人として手塚治虫、フリードリヒ・ニーチェ、松本清張、近藤照男を挙げている。
- 「幼稚園は中退」したという。
- 健康増強とともに欠かせない趣味の一つが2時間サスペンスの視聴であり、『土曜ワイド劇場』に関しては『巷説百物語』第4巻が発売された2010年4月の時点で「過去8年間、1本たりとも見逃していない」と明言している。

## 作品リスト
- 満腹ボクサー徳川。（『週刊コミックバンチ』、2002年 - 2005年、全11巻）
- 巷説百物語（原作：京極夏彦、『コミック乱』、全4巻）
- 後巷説百物語（原作：京極夏彦、『コミック乱』）
- 戦国の長縞GB軍（原案：志茂田景樹、『コミック乱』、2013年9月号 - 2014年2月号）
- 張飛翼徳 世にはばかる（『コミック三国志マガジン』Vol.5、2005年）
- 西郷どん!（原作：林真理子、『月刊コミックフラッパー』、2017年4月号 - 2018年12月号）
- 前巷説百物語（原案：京極夏彦、『コミック乱ツインズ』、2024年2月号[2] - ）